# كيرك جونسون
كيرك جونسون (بالإنجليزية: Kirk Johnson)‏ مواليد 29 يونيو 1972 في نوفا سكوشا، هو ملاكم كندي يصنف ضمن فئة الوزن الثقيل. شارك في دورة الألعاب الأولمبية الصيفية.

## إحصائيات
خاض خلال مسيرته 41 نزالا، فاز في 37 وتعادل في 1 وخسر في 2. فاز بالضربة القاضية في 27 نزالا.

## روابط خارجية
- كيرك جونسون على موقع بوكس ريك (الإنجليزية) (registration required)
- كيرك جونسون على موقع اللجنة الأولمبية الدولية (الإنجليزية)
- كيرك جونسون على موقع أوليمبيديا (الإنجليزية)
- كيرك جونسون على موقع اللجنة الأولمبية الكندية (الإنجليزية)